# Dieciséis años
Dieciséis años  es una película argentina dirigida por Carlos Hugo Christensen según guion de Francisco Oyarzábal y Julio Porter sobre la obra teatral homónima de Aimée Stuart y Philip Stuart, que se estrenó el 12 de mayo de 1943 y que tuvo como protagonistas a María Duval, Alicia Barrié, George Rigaud, Mariana Martí y Amalia Sánchez Ariño. En Alemania hubo una versión fílmica en 1936 titulada Das Madchen Irene.

## Sinopsis
Una adolescente ingenua frente a una realidad angustiosa que le inculca la idea del suicidio.

## Reparto
- María Duval
- Alicia Barrié
- George Rigaud
- Mariana Martí
- Amalia Sánchez Ariño
- Aurelia Ferrer
- Carlos Ginés
- Francisco López Silva
- Amelia Peña
- Pepita Gómez
- Betty Blain
- Susana Canales
- Olga Zubarry

## Comentarios
Roland elogió a María Duval afirmando que "cumple una labor excelente, respondiendo a los matices más opuestos del personaje". La crónica de La Nación dijo que "la película, algo apagada en los comienzos, se va afirmando paulatinamente, hasta acreditar en el desenlace fuerte y conmovedor, los aspectos de orden narrativo y estético que la señalan y que confirman las impresiones producidas ya por la dirección de Carlos Hugo Christiansen". Para Manrupe y Portela es un "inocuo film de estrella y director jóvenes, ambos fuera de su elemento".

## Premio
La Academia de Artes y Ciencias Cinematográficas de la Argentina le otorgó una mención especial a la actuación de Mariana Martí por esta película.